# Кусково (Томський район)
Куско́во (рос. Кусково) — присілок у складі Томського району Томської області, Росія. Входить до складу Копиловського сільського поселення.

## Населення
Населення — 21 особа (2010; 14 у 2002).
Національний склад (станом на 2002 рік):
- росіяни — 93 %